# 根讷贝克
根讷贝克（德語：Gönnebek）是德国石勒苏益格－荷尔斯泰因州的一个市镇。总面积14.87平方公里，总人口470人，其中男性231人，女性239人（2011年12月31日），人口密度32人/平方公里。